# Amadou Hott
Amadou Hott, né le 25 octobre 1972 à Thiaroye Gare (Sénégal), est un économiste et banquier d'affaires sénégalais. Il a été précédemment Envoyé spécial du Président de la Banque africaine de développement pour l'Alliance pour l'Infrastructure Verte en Afrique. Avant ce poste, il est ministre de l'Économie, du Plan et de la Coopération du Sénégal entre avril 2019 et septembre 2022. Il est auparavant vice-président du complexe Énergie, Croissance Verte et Changement climatique de la Banque africaine de développement, poste qu'il occupe de novembre 2016 jusqu'à sa nomination au gouvernement sénégalais.

## Jeunesse et études
Amadou Hott est né à Thiaroye Gare et passe sa jeunesse dans la banlieue de Dakar. Il étudie successivement à l’école primaire Khaliy Madiakhaté Kala à Guédiawaye (anciennement École 25) et au collège Pikine Est. En 1992, il obtient son baccalauréat en mathématiques au lycée Seydina-Limamoulaye à Guédiawaye. Il s'inscrit ensuite à l'université Strasbourg-I où il obtient un diplôme d'études universitaires générales (DEUG) mathématiques-économie, puis un DEA en finance des marchés financiers et gestion bancaire à l'université Panthéon-Sorbonne avant de suivre les cours du master en mathématiques appliquées à l'université de New York (NYU) dans le cadre d'un programme d'échange universitaire.

## Carrière
Amadou Hott commence sa carrière à la Société générale à New York avant de rejoindre le groupe BNP Paribas à Londres en tant que banquier d'investissement. Il travaille ensuite à la banque néerlandaise ABN AMRO où il devient banquier d'affaires spécialisé sur l'Afrique.
En 2006, il quitte l'Europe pour s'installer à Dubaï où il travaille à la Millennium Finance Corporation en tant que directeur général des fusions acquisitions et du financement pour le continent africain. Deux ans plus tard, Amadou Hott devient directeur général de UBA Capital, la filiale de banque d'investissement du groupe United Bank for Africa à Lagos.
En 2011, il devient gestionnaire de la fortune de l’homme d’affaires nigérian Aliko Dangote.
En 2012, il est nommé Conseiller spécial du président de la République du Sénégal, Macky Sall, chargé des questions de financement et d'investissement, puis Président du conseil d'administration de l'aéroport international Blaise-Diagne. En septembre 2013, il devient le premier directeur général chargé de la mise en place du Fonds souverain d'investissement stratégiques (FONSIS).
En novembre 2016, Amadou Hott devient vice-président de la Banque africaine de développement chargé de l'Électricité, de l'Énergie, du Climat et de la Croissance verte. Au cours de son mandat, la Banque a augmenté ses investissements dans les énergies renouvelables. En 2017, 100 % des investissements de production étaient dans les énergies renouvelables. Amadou Hott lance des programmes tels que « Desert to Power », l'Alliance financière africaine sur le changement climatique et la « Green Baseload » dans le cadre du programme SEFA 2.0.

### Ministre de l’Économie du Sénégal (2019-2022)
Amadou Hott est nommé ministre de l'Économie, du Plan et de la Coopération du Sénégal en avril 2019, succédant à Amadou Ba.

#### Gestion de la pandémie et stabilité économique
Sous sa direction, le Sénégal maintient une stabilité économique relative malgré les perturbations mondiales causées par la pandémie. Hott coordonne les efforts pour mobiliser des financements internationaux, obtenant plus de 8 milliards de dollars pour soutenir l'économie nationale. Il représente également l'Union africaine lors de réunions du G20 et du G7, plaidant pour un soutien accru aux économies africaines.

#### Réformes des partenariats public-privé (PPP)
Hott initie une réforme majeure du cadre des partenariats public-privé, visant à attirer davantage d'investissements privés dans les infrastructures nationales. Cette réforme a permis de renforcer la transparence et l'efficacité des projets PPP, facilitant ainsi le développement de secteurs clés tels que l'énergie, les transports et la santé. Hott a mis en place des mesures pour améliorer l'environnement des affaires au Sénégal. 

#### Engagement international et coopération
En tant que ministre, Hott a renforcé les relations économiques du Sénégal avec divers partenaires internationaux. Il a participé à plusieurs forums économiques mondiaux, promouvant les opportunités d'investissement au Sénégal et en Afrique de l'Ouest.

#### Fin du mandat
Amadou Hott quitte ses fonctions ministérielles en septembre 2022. Il est ensuite nommé envoyé spécial du président de la Banque africaine de développement pour l'Alliance pour l'infrastructure verte en Afrique.

### Candidature à la présidence de la Banque africaine de développement
En novembre 2024, Amadou Hott lance officiellement sa candidature a la présidence de la BAD. C’est en fait le Mauritanien Sidi Ould Tah qui est élu en mai 2025.

## Prix et bénévolat
Amadou Hott est nommé « Young Global Leader » par le Forum économique mondial en 2012 parmi 192 leaders provenant de 59 pays.
Depuis 2015, il est membre du comité de sélection de la Fondation Tony Elumelu qui soutient le programme d'entrepreneuriat africain de 100 millions de dollars.
En tant que bénévole pour le programme TOKTEN (Transfert de connaissances par le biais de ressortissants expatriés) du Programme des Nations unies pour le développement (PNUD), Amadou Hott est chargé de cours en finance à l'université Gaston-Berger de Saint-Louis au Sénégal en 2004 et 2005.